# Hans Christian Petersen

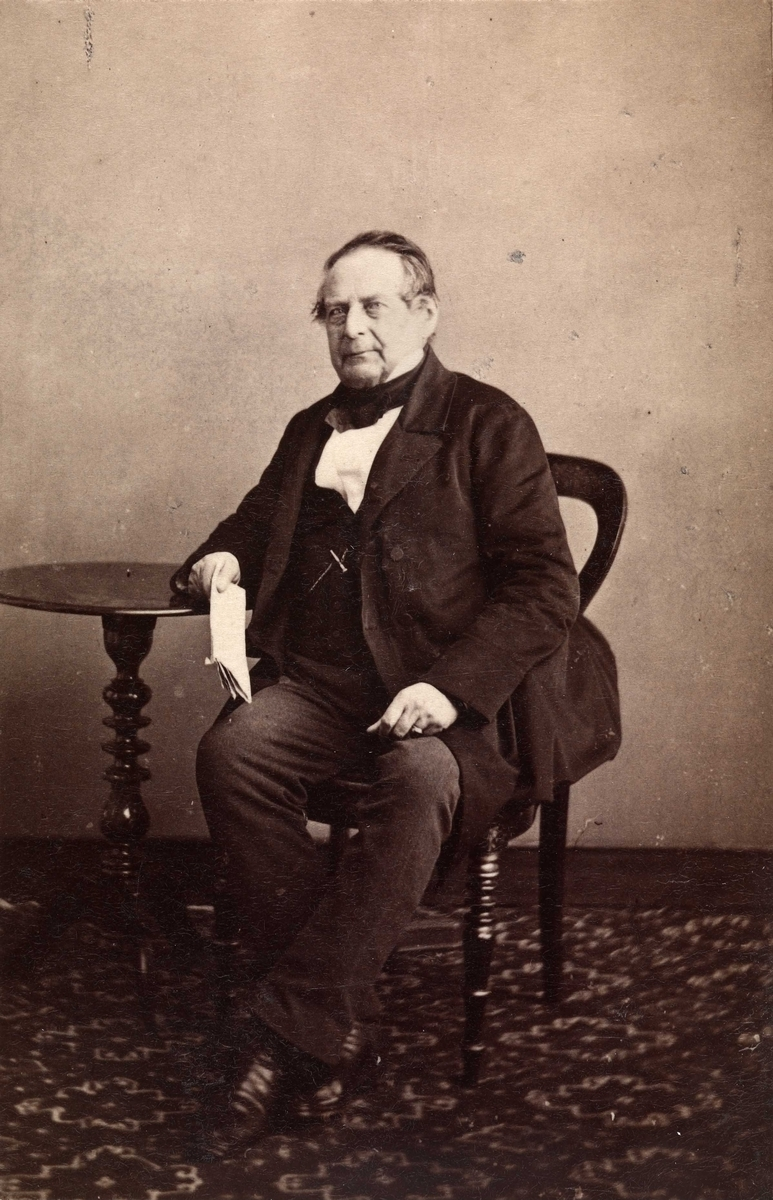
Hans Christian Petersen.

Hans Christian Petersen, född 11 augusti 1793 i Kristiansand, död 26 september 1862 i Kristiania, var en norsk jurist och politiker.
Petersen blev student 1810, candidatus juris 1814, høyesterettsadvokat 1817 och vann på denna post namn som en av landets främsta jurister. Åren 1830–1834 var han konstituerad regeringsadvokat. 
I de tre mot statsråd Thomas Fasting (1821), statsråd Jonas Collett (1827) och statsminister Severin Løvenskiold (1836) riktade riksrättsmålen ledde han försvaret. Efter det sista avslog han ett erbjudande om inträde i regeringen; men efter att 1837–1839 ha varit stiftamtman i Kristiania och amtman över Akershus amt utnämndes han hösten 1839 till Fastings efterträdare som statsråd och chef för marindepartementet och var 1858–1861 førstestatsråd. 
Petersens inlägg i de ovannämnda riksrättsmålen mot Collett och Løvenskiold är tryckta, och han deltog i grundadet av "Norsk Retstidende" (1836).